# کتیبه عین روم
کتیبه عین روم یا اژدها بلاغی، کتیبه‌ای دیگر از تمدن اورارتو است که در بالای چشمه‌ای در جاده اشنویه - ارومیه در شمال غربی ایران حکاکی شده‌است.
براساس مطالعات انجام شده توسط ولفران کلایس باستان‌شناس آلمانی، این کتیبه بین سال‌های ۸۱۰ تا ۸۲۵ پیش از میلاد و در زمان پادشاهی منوا، فرزند ایشپونی، پادشاه قدرتمند اورارتویی نوشته شده‌است. دیرینگی این کتیبه حدود ۲۹۰۰ سال تخمین زده شده‌است.